# Matachí
Matachí es una ciudad y asiento del Municipio de Matachí, en el estado mexicano del norte de Chihuahua. En 2010, la ciudad de Matachí tenía una población de 1.710.